# Michele Esterházy
Michele I Esterházy de Galantha (Forchtenstein, 4 maggio 1671 – Vienna, 24 marzo 1721) è stato un uomo di stato ungherese al servizio del governo asburgico.

## Biografia
Michele era figlio del principe Paolo I, ed era erede della prestigiosa nobile famiglia ungherese degli Esterházy. Egli rimase politicamente in secondo piano e si preoccupò molto più della propria residenza di caccia a Fert (Palazzo Esterházy), che egli stesso fece costruire, e che dopo poco più di 50 anni il Principe Nicola I farà ampliare, formando l'attuale Palazzo Esterházy, uno dei più bei castelli barocchi ungheresi (sarà definito non a caso "la Versailles ungherese").
Dal momento che Michele I morì senza aver avuto eredi maschi, gli succedette il fratello Giuseppe.

## Matrimonio e figli
Ladislao si sposò con la contessa lombarda Anna Margherita Tizzone Biandrate (1673-1755) dalla quale ebbe una sola figlia:
- Anna Eleonora (1696-1749)